# Käärijä
Jere Pöyhönen (Hèlsinki, 21 d'octubre del 1993), més conegut com a Käärijä, és un cantautor finlandès.
Pöyhönen va créixer al barri Ruskeasanta en la ciutat Vantaa, a prop de Hèlsinki. El 2014 va començar a produir la seva pròpia música. El seu nom d'artista ve d'una broma amb els seus amics sobre apostar «kääriminen», un tema recurrent en la seva música.
Käärijä va publicar música pel seu propi compte, però el 2017 va firmar un contracte amb el label Monsp Records. El seu primer àlbum Fantastista va ser llançat el 2020.
Al principi del 2023 va participar a Uuden Musiikin Kilpailu, la preselecció finlandesa per al Festival de la Cançó d'Eurovisió. Va guanyar amb molta diferència dels altres participants amb la seva cançó Cha Cha Cha i va quedar segon representant a Finlàndia en el Festival de la Cançó d'Eurovisió 2023, que va ser celebrat en la ciutat britànica de Liverpool.

## Biografia
Pöyhönen va créixer al barri Ruskeasanta de Vantaa, Gran Hèlsinki. Va descobrir la seva passió per la música mentre aprenia a tocar la bateria, i va començar a produir música el 2014. El seu nom artístic prové d'una broma amb els amics sobre les apostes, un tema recurrent en la seva música.
Pöyhönen va llançar la seva música de forma independent fins al 2017, quan va signar amb el segell discogràfic Monsp Records. Posteriorment, va llançar el senzill doble "Koppi tules" / "Nou roblem". A l'any següent, va llançar un esteneu play titulat Peliä. En 2020, es va llançar el seu àlbum debut Fantastista.
L'11 de gener de 2023, Pöyhönen va ser anunciat com un dels set participants a Uuden Musiikin Kilpailu 2023, la selecció nacional finlandesa per al Festival de la Cançó d'Eurovisió 2023. La seva cançó "Cha Cha Cha" va ser coescrita amb Aleksi Nurmi i Johannes Naukkarinen, i es va publicar el 18 de gener de 2023.

## Vida personal
Pöyhönen ha parlat de tenir un cas de colitis ulcerosa que amenaçava la vida, pel qual va rebre una cirurgia d'extirpació intestinal d'urgència l'any 2014. Ha afirmat que vol ser obert sobre la seva experiència amb la malaltia, per animar els altres a fer-se un control.